# Monika Spicker-Beck
Monika Spicker-Beck (* 1959 in Konstanz) ist eine deutsche Historikerin und Autorin.
Monika Spicker-Beck wuchs auf der Insel Reichenau auf und studierte an der Universität Freiburg Geschichte und Romanistik. Nach dem Staatsexamen promovierte sie 1993 mit einer Untersuchung über Räuber- und Mordbrennerbanden des 16. Jahrhunderts. Sie ist verheiratet und hat zwei erwachsene Kinder. Sie lebt in Freiburg als Autorin und ist freiberufliche Historikerin.

## Veröffentlichungen
- Räuber, Mordbrenner, umschweifendes Gesind. Zur Kriminalität im 16. Jahrhundert (= Rombach Wissenschaft: Reihe Historiae 8). Rombach Buchverlag, Freiburg 1995, ISBN 978-3-7930-9123-3 (Dissertation).
- 999 und 1119. Wege der historischen Überlieferung und Geschichtsschreibung in Villingen, in: Casmir Bumiller (Hrsg.): Menschen, Mächte, Märkte. Schwaben vor 1000 Jahren und das Villinger Marktrecht. Villingen 1999, S. 69–89.
- mit Sonja Gräfin Bernadotte, Rainer Guter, Manfred Grohe, Werner Dieterich: Der Bodensee. Silberburg-Verlag, Tübingen 2003, ISBN 978-3-87407-560-2.
- mit Andreas Zekorn, Peter Thaddäus Lang: Das Totengedenkbuch des Landkapitels Haigerloch 1384–1961 (= Documenta suevica Bd. 3). Ed. Isele, Konstanz-Eggingen 2004, ISBN 3-86142-325-1.
- Adel in Oberschwaben am Ende des Alten Reiches. In: Adel im Wandel 200 Jahre Mediatisierung in Oberschwaben. Ausstellungskatalog, Thorbecke, Ostfildern 2006, ISBN 978-3-7995-0216-0.
- mit Theo Keller: Klosterinsel Reichenau Kultur und Erbe. Jan Thorbecke Verlag, Sigmaringen 2008, ISBN 978-3-7995-3541-0
- (Hrsg.): Geschichte der Stadt Rosenfeld. Stadt Rosenfeld, Rosenfeld 2009, ISBN 978-3-00-028859-3.
- Monika Spicker-Beck: Im Dienst von Kaiser und Reich. Lazarus von Schwendi (1522–1583). Oberschwaben – Ansichten und Aussichten, Band 14. Meßkirch: Gmeiner-Verlag 2022, ISBN 978-3-8392-0437-5.
- Monika Spicker-Beck (Herausgeber):  Ehrenkirchen Fünf Dörfer im Wandel der Zeit, Ortschronik von Ehrenkirchen, Kirchhofen, Norsingen, Offnadingen und Scherzingen, Rombach Verlag, 2023, ISBN 978-3-00-076531-5.

| Personendaten    | Personendaten                     |
| ---------------- | --------------------------------- |
| NAME             | Spicker-Beck, Monika              |
| KURZBESCHREIBUNG | deutsche Autorin und Historikerin |
| GEBURTSDATUM     | 1959                              |
| GEBURTSORT       | Freiburg im Breisgau              |